# Oh My Darling, Clementine
"Oh My Darling, Clementine " é uma balada folclórica americana ocidental, em metro tróico, geralmente creditada a Percy Montrose em 1884, embora às vezes seja creditada a Barker Bradford. Acredita-se que a música tenha sido baseada em outra música chamada "Down By The River Liv'd a Maiden", de HS Thompson (1863). É comumente executada na tecla de fá maior. Membros do Western Writers of America a escolheram como uma das 100 melhores canções ocidentais de todos os tempos.

## História e origens
As letras foram escritas por Percy Montrose em 1884, com base em uma música anterior chamada "Down By The River Liv'd a Maiden". Por outro lado, a origem da música é desconhecida. Em seu livro South From Granada, Gerald Brenan afirma que a melodia era de uma antiga balada espanhola, popularizada por mineiros mexicanos durante a corrida do ouro na Califórnia. Era mais conhecido por Romance Del Conde Olinos o Niño, uma triste história de amor muito popular nas culturas de língua espanhola. Também recebeu várias traduções para o inglês. Nenhuma fonte específica é citada para verificar se a música que ele costumava ouvir na década de 1920 em uma remota vila espanhola não era um texto antigo com música nova, mas Brenan afirma em seu prefácio que todas as informações em seu livro foram verificadas razoavelmente bem.
Não está claro quando, onde e por quem a música foi gravada pela primeira vez em inglês, mas a primeira versão a chegar às paradas da Billboard foi a de Bing Crosby, gravada em 14 de junho de 1941, que alcançou brevemente o número 20. Foi dado um tratamento atualizado e uptempo em um arranjo de Hal Hopper e John Scott Trotter. As letras reescritas incluem uma referência a Gene Autry ("ele poderia me processar, Clementine?") entre os cinco versos.

## Uso contemporâneo
- No romance Animal Farm, de 1945, de George Orwell, o porco Old Major explica seu sonho de uma sociedade controlada por animais três noites antes de sua morte. A música é descrita no romance como uma combinação de "La Cucaracha " e "Oh My Darling, Clementine".[5]
- O canto era uma característica marcante e uma piada do personagem de desenho animado Hanna-Barbera Huckleberry Hound em episódios do final da década de 1950 e início da década de 1960 e aparições posteriores. muitas vezes cantado como "Oh, minha querida, qual é o nome dela?".
- A melodia é assobiada pelo personagem J. Frank Parnell (interpretado por Fox Harris) no filme de 1984 Repo Man, dirigido por Alex Cox.
- A melodia da música se tornou popular como ritmo de vários cantos de torcedores do esporte, como o Barmy Army, popularizado pelo hit de carnaval "Carnaval de Paris", de 1998, do trio de dance music inglês Dario G.
- A música toca durante os créditos de abertura do filme de John Ford, My Darling Clementine, com Henry Fonda. Também funciona como uma pontuação de fundo durante todo o filme.
- A melodia é usada em "Xīnnián Hǎo" ( 新年好  ), uma música do ano novo chinês.[6]
- Semelhanças foram traçadas entre a música e o refrão do single de estreia de Cher Lloyd, " Swagger Jagger ".
- No final do episódio M * A * S * H 22 da 5ª temporada, "Movie Tonight", a música é cantada por todos os funcionários da sala de operações após uma tentativa abortada de assistir ao filme de John Ford, My Darling Clementine .
- O filme de 1963 Hud, estrelado por Paul Newman, incluiu uma cena em um cinema de uma cidade pequena, onde o público cantou junto a música antes do início do filme.
- No filme de 1981 Death Hunt, o personagem de Charles Bronson canta parte da música sozinho em sua cabana, enquanto seus perseguidores ouvem do lado de fora.
- A melodia é o tema de introdução para o jogo Miner 2049er .
- Em 1992, Peter Brooke, secretário de Estado da Irlanda do Norte, cantou "Darlin' Clementine" no The Late Late Show na televisão da República da Irlanda. Poucas horas antes, oito pessoas (sete delas civis) foram mortas no atentado de Teebane. Brooke foi forçado a renunciar logo depois.[7][8][9]
- A música é apresentada no episódio "Equinox" de Star Trek Voyager, que foi ao ar em setembro de 1999. The Doctor e Seven of Nine cantam trechos da música enquanto ele trabalha no implante cortical.
- No episódio de 2001 de Columbo, "Murder With Too Many Notes", o tenente Columbo canta o primeiro verso da música junto com o personagem de Billy Connolly, Findlay Crawford, quando o tenente o visita em seu bangalô. Columbo também é ouvido no episódio de 1978 "Make Me A Perfect Murder".[10]
- No filme de 2004 Eternal Sunshine of the Spotless Mind, há duas referências à música (especificamente seu uso em Hanna-Barbera, na qual Huckleberry Hound canta): uma no começo e outra no final, ambas sobre Clementine (Kate Winslet ). Joel (Jim Carrey) menciona a música para Clementine quando eles se apresentam e Clementine canta o coro para Joel em um trem para Montauk.[11]
- Em 2020, o personagem Ko Dae-Hwan cita durante o drama coreano It's Okay to Not Be Okay que sua ex-esposa cantarolava esta música e um "fantasma" também a canta na madrugada por um corredor do hospital psiquiátrico que o sr.Ko está internado.
- No episódio 7 da 5ª temporada da série de televisão Outlander, o personagem Roger canta acompanhado pelo seu violão a música para o seu bebê enquanto a personagem Brianna o ouve.

## Versão de Bobby Darin
Bobby Darin gravou uma versão da música creditada a Wood Harris, na qual ele tirou sarro do peso de Clementine, brincando no final da música que os baleeiros poderiam encontrá-la: "Ei, você, marinheiro, lá fora no seu baleeiro, com seu arpão e sua linha de confiança, se ela aparecer agora, grite ... lá ela sopra agora. Pode ser Clementine ".

## Versão de Jan e Dean
Jan e Dean tiveram um sucesso com "Clementine", chegando à posição 65 na Billboard Hot 100. Foi lançado no selo Dore (SP DORE 539 (EUA)) em novembro de 1959; "Você Está Na Minha Mente" era o lado B.

## Versão de Tom Lehrer
Tom Lehrer gravou um conjunto de variações da música em seu álbum ao vivo An Evening Wasted With Tom Lehrer, demonstrando sua teoria de que "as canções folclóricas são tão atrozes porque foram escritas pelo povo". Ele toca o primeiro verso no estilo de Cole Porter, o segundo no estilo de "Mozart ou uma dessas pessoas", o terceiro em um som de jazz desconexo no estilo de Thelonious Monk e o verso final no estilo de Gilbert e Sullivan .

## Outras versões
- O apresentador de televisão Jack Narz gravou a música em seu álbum Sing The Folk Hits With Jack Narz, de 1959.
- Em 2004, a música foi gravada pela banda Westlife no seu Allow Us to Be Frank .
- A música é referenciada nas letras de duas músicas separadas por Elliott Smith. A primeira, "Clementine", de seu álbum auto-intitulado de 1995, e a segunda, "Sweet Adeline", apareceu três anos depois no álbum XO .
- Megan Washington gravou "Clementine" em 2010. A música faz referência a algumas das letras da versão original.
- Em 2012, Neil Young e Crazy Horse gravaram uma versão menor hard rock de "Clementine" em seu álbum Americana .
- No videogame de 2018 da Telltale Games, The Walking Dead: The Final Season, o personagem Louis (dublado por Sterling Sulieman) canta para os personagens principais, Clementine e Alvin Junior (dublados por Melissa Hutchison e Taylor Parks), uma versão mais curta do música se o jogador responder com "Eu amo essa música", ou se ela responde em silêncio, ela o ouve cantar.